# Edifici d'habitatges al carrer Cavallers, 54 (Palafrugell)
L'Edifici d'habitatges al carrer Cavallers, 54 és una obra amb elements neoclàssics i romàntics de Palafrugell (Baix Empordà) inclosa a l'Inventari del Patrimoni Arquitectònic de Catalunya.

## Descripció
Edifici entre mitgeres de planta baixa i dos pisos. La façana presenta una distribució simètrica d'obertures, que apareixen emmarcades en pedra. La planta baixa, molt modificada, té dues obertures d'arc escarser, la porta d'accés a l'entitat bancària i un finestral de vidre. Al primer pis hi ha un balcó de dues obertures que ocupa la major part de la façana, i al segon pis dos balcons d'una obertura. Tant les obertures del primer pis com les del segon són rectangulars i tenen barana de ferro. El conjunt es completa amb cornisa i barana de terrat feta de terra cuita. La façana es troba arrebossada; l'element decoratiu més remarcable és la utilització de la ceràmica en els plafons verticals, amb motius vegetals entrellaçats.

## Història
L'edifici que en l'actualitat és ocupat per l'entitat bancària "Natwest March" i que anteriorment fou el "Banc de Girona" va ser construït l'any 1834. A l'Arxiu Històric de Palafrugell hi ha constància d'unes obres de reforma sol·licitades per l'aleshores propietari Pere Prats i aprovades per l'ajuntament el mes de maig del 1882.